# Ведийская мифология
Веди́йская мифоло́гия — мифологические аспекты ведийской религии и литературы, ставшие позднее базой для индуистской мифологии. Центральным мифом, выступающим основой ведийского ритуала, является история божества Индры, который, будучи опьянён небесным напитком сома, убивает дракона Вритру и освобождает ведийские реки, коров и зарю.
Ведийская мифология содержит в себе много общих элементов с другими индоевропейскими мифологическими традициями: персидской, греческой, римской, кельтской, германской и славянской.
Ведийский бог Индра имеет много общего с Дьяусом, Зевсом, Юпитером и Перуном.
Божество смерти и загробного мира Яма — с Йимом в персидской мифологии.
Всего в ведийских гимнах упоминаются 33 божества: восемь Васу, одиннадцать Рудр, двенадцать Адитий и Праджапати. Наиболее известные ведийские божества это Индра, Сурья, Агни, Ваю, Варуна, Митра, Адити, Яма, Сома, Ушас, Сарасвати, Притхиви и Рудра.
Составителем Вед Пураны называют мудреца Вьясу, рассматриваемого в индуизме как литературное воплощение Бога. Согласно Пуранам, изначально существовала одна Веда, которая в конце Двапара-юги была разделена Вьясой на четыре части. Затем появилось множество различных редакций каждой из Вед.